# Borlo
Ne doit pas être confondu avec Borloo.
Borlo est une section de la commune belge de Gingelom située en Région flamande dans la province de Limbourg. C'était une commune à part entière avant la fusion des communes de 1977. Borlo a connue une première fusion en 1971 avec les communes de Buvingen, Muizen et Mielen-boven-Aalst.

## Démographie

### Évolution démographique: Avant la fusion des communes
- Sources : INS, Rem. : 1831 jusqu'en 1961 = recensements[2].

### Évolution démographique de la commune fusionnée
Graphe de l'évolution de la population de la commune. Les données ci-après intègrent les anciennes communes dans les données avant la fusion de 1971.
- Sources : INS, Rem. : 1831 jusqu'en 1970 = recensements, 1976= nombre d'habitants au 31 décembre[2].